# みちのく亭仙台寄席
『みちのく亭仙台寄席』（みちのくてい せんだいよせ）は、2003年4月5日から2006年9月30日までミヤギテレビで放送された広報ミニ番組である。放送時間は毎週土曜 18:25 - 18:30（JST）。
仙台市の提供番組で、仙台市の行政情報を伝えていた。